# Antiguo Convento de las Monjas
El Antiguo Convento de las Monjas es un monumento declarado BIC en 1993

## Localización

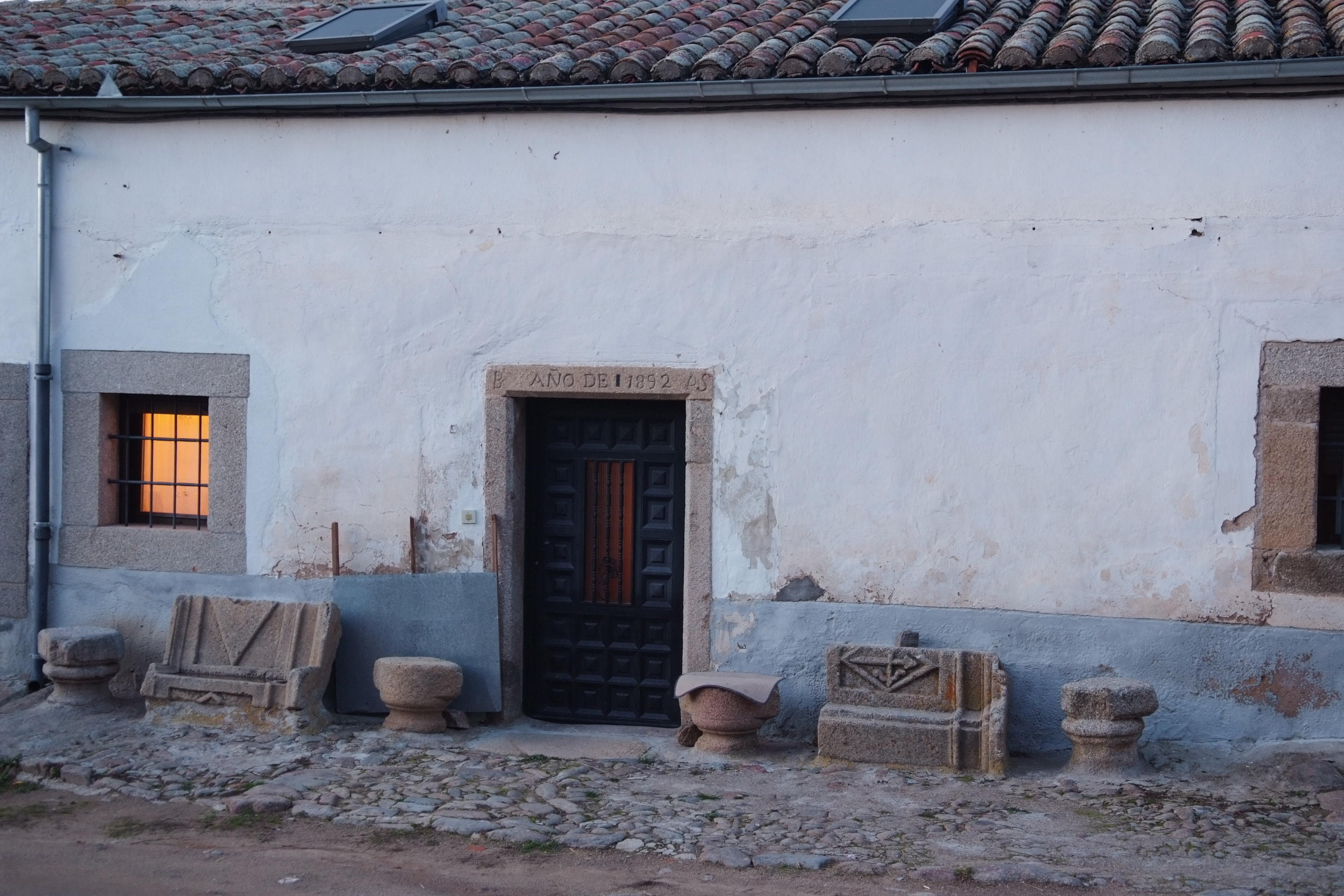
Restos del antiguo convento adornan la entrada de una casa de la localidad

Está situado en el pueblo de Aldeanueva de Santa Cruz, en el que algunas viviendas muestran restos del convento en su estructura.

## Historia
El germen del convento nacería con la religiosa dominica sor María de San Domingo, conocida en su tiempo como Beata de Piedrahíta, que junto un grupo de mujeres comienza a vivir bajo las reglas de la Orden dominica. Esta comunidad primigenia estaría dispersa por diferentes casas de la comarca de El Barco de Ávila, hasta que la casa de Alba repara en ella y le proporciona los fondos necesarios para comenzar la construcción del convento hacia 1508.
Se considera carta fundacional de esta convento el breve de Adriano VI en el que las nombra monjas de pleno derecho.
El convento inicial fue devorado por las llamas en septiembre de 1565 pero de nuevo la casa de Alba pone los fondos necesarios para la restauración, que estaría completa en 1569, y es el que ha llegado a nuestros días.
A finales del siglo XVI la comunidad contaba con casi 300 hermanas, pero cuando sobreviene un incendio a continuación de la desamortización de Mendizábal en 1866, tan solo son 14 religiosas que son trasladadas a la capilla de Mosen Rubí en Ávila.